# Юскевич-Красковский, Николай Максимович
Никола́й Макси́мович Юске́вич-Краско́вский (1854/1855 — не ранее 1917) — русский националист, публицист, деятель черносотенного движения. Член Русского собрания. Один из создателей Союза Русского народа (СРН). Был кандидатом в члены Главного совета СРН.

## Биография
Родился в 1854 или 1855 году в Таврической губернии в селе Благовещенка (сейчас дом по ул. Шевченко, 34) Балковской волости, Мелитопольского уезда, в семье лишенного дворянства польского ссыльного поселенца, участника январского восстания 1863 года.
Состоял на гражданской службе и дослужился до чина коллежского секретаря. Годы службы не известны, но к моменту начала его деятельности в СРН служебными обязанностями он не был обременён.
В составе депутации Союза (А. И. Дубровин, А. А. Майков, И. И. Баранов, С. Д. Чекалов) участвовал в работе Первого Всероссийского съезда русских людей в Петербурге 8-12 (21-25) февраля 1906 года.
Один из главных организаторов боевых дружин СРН, руководитель боевиков СРН в Петербурге. После убийства депутата I Государственной думы М. Я. Герценштейна (18 [31] июля 1906) долгое время скрывался от следствия; в 1909 году осуждён за подстрекательство к убийству.
После того, как Николай II в декабре 1909 года помиловал его своим Высочайшим указом Юскевич-Красковский вернулся к активной политической деятельности.
После освобождения из тюрьмы Юскевич-Красковский перешёл от Дубровина к В. М. Пуришкевичу, «видимо обидевшись на Дубровина за недостаточную помощь во время ареста». После раскола СРН оказался на стороне Н. Е. Маркова, был кандидатом в члены Главного Совета «марковского» СРН, критиковал А. И. Дубровина в печати.
Один из активнейших деятелей Русского Народного Союза имени Михаила Архангела (РНСМА). В созданном при РНСМА I Российском экономическом рабочем союзе (1910) — член правления, товарищ (заместитель) председателя этой организации. Сотрудник и секретарь редколлегии еженедельника РНСМА «Прямой путь».
Участник V Всероссийского съезда русских людей в Петербурге (16—20 мая 1912 года), где был секретарём Программного отдела (то есть по написанию программных документов организации). После этого съезда при обсуждении предложений об объединении монархистов выступил категорически против этой идеи. Будучи избран членом комиссии РНСМА для выработки решения по этому вопросу, в выступлении в общем собрании РНСМА 20 декабря 1912 года Юскевич-Красковский заявил, что «о полном объединении и речи быть не может», развернув следующую концепцию:

Каждая монархическая организация существует вполне самостоятельно. Все правые организации борются за одни начала и имеют одних врагов. Вопрос об объединении должен подниматься только тогда, когда найдется общий враг. Вот если найдутся общие враги, то тогда всем правым организациям следует тесно сжатым кулаком бить по одному и тому же месту. Тогда все правые организации должны сообща выработать общие тактические способы для борьбы с общим врагом и для успеха общего дела дружно выступить против него.

6 апреля 1913 года избран кандидатом в члены Главной Палаты РНСМА, вслед за тем стал секретарём редакционной комиссии «Книги русской скорби».
В массовых антисемитских кампаниях, проводившихся РНСМА, Юскевич-Красковский принимал личное активное участие. В октябре 1913 года подписался под приветствием Главной Палаты РНСМА гражданским истцам на процессе по делу Бейлиса — Г. Г. Замысловскому и известному адвокату-антисемиту А. С. Шмакову. В 1913 году входил в комиссию РНСМА по редактированию книги Н. Д. Облеухова «Памятка монархистам».
С 1915 года член Главной Палаты РНСМА и секретарь Союза. В этом качестве проводил ревизию московского отдела, которым руководил В. Г. Орлов, результатом которой стало закрытие отдела. С 1912 заведовал книжным складом РНСМА, в 1913 был членом комиссии по разбору имеющихся на книжном рынке учебников.
После февральской революции заявил о поддержке Временного правительства. В письме министру внутренних дел в августе 1917 года он уверял, что, как и всякий монархист, любящий родину, должен поддерживать Временное правительство. В марте 1917 арестован Чрезвычайной следственной комиссией Временного Правительства. Однако его практически сразу же отпустили. Следующий арест состоялся в августе 1917 года. Он также продлился недолго, уже в сентябре по распоряжению прокурора Петроградской судебной палаты Юскевича Красковского освободили. Вероятно, не было серьёзных улик, которые бы компрометировали заключённого. Причиной освобождения могло быть и плохое состояние здоровья арестованного, на которое он жаловался в письме министру внутренних дел от 25 августа 1917 года. Дальнейщая судьба неизвестна.

## Сочинения
- Проповедь сознательного патриотизма // Вестник Русского Собрания. 1910. № 22.